# Laval-d'Aix
Laval-d'Aix é uma comuna francesa na região administrativa de Auvérnia-Ródano-Alpes, no departamento de Drôme. Estende-se por uma área de 20,05 km². Em 2010 a comuna tinha 119 habitantes (densidade: 5,9 hab./km²).